# Heliconius mimetica
Heliconius mimetica är en fjärilsart som beskrevs av Heinrich Neustetter 1928. Heliconius mimetica ingår i släktet Heliconius och familjen praktfjärilar. Inga underarter finns listade i Catalogue of Life.